# Zara Dampney
Zara Dampney (Christchurch, 10 giugno 1986) è una giocatrice di beach volley inglese.

## Biografia
Ha debuttato nel circuito professionistico internazionale il 7 agosto 2007 a Kristiansand, in Norvegia, in coppia con Shauna Mullin piazzandosi in 41ª posizione. Il 15 agosto 2009 ha ottenuto il suo miglior risultato in una tappa del World tour, nuovamente a Kristiansand e sempre insieme a Shauna Mullin cogliendo la 9ª piazza.
Ha preso parte all'edizione dei Giochi olimpici di Londra 2012 dove si è classificata al diciassettesimo posto con Shauna Mullin.
Ha preso parte altresì a tre edizioni dei campionati mondiali ottenendo come miglior risultato la diciassettesima posizione a Roma 2011 con Shauna Mullin.